# Parroquia de San Carlos Borromeo (Barcelona)
La parroquia de San Carlos Borromeo de Barcelona está situada en la calle de San Luis núm. 89-93 del barrio Camp d'en Grassot i Gràcia Nova en el distrito de Gracia de Barcelona, entre las calles de El Escorial y de Pi Margall.

## Historia
La parroquia del barrio de Gracia Nova de Barcelona fue erigida por el Arzobispo Dr. Gregorio Modrego Casaus el 9 de octubre de 1945, fecha del decreto donde se establecía una nueva división parroquial de Barcelona. Con el fin de facilitar la acción pastoral, se creaban a la vez 113 parroquias y 8 arciprestazgos. En Gracia se creaban además la de la Virgen de la Salud y la de Sant Miquel dels Sants, precisamente el párroco de esta última, Joaquín Masdexexart dio cuenta de la apertura de estas parroquias en Gracia en un escrito del 8 de septiembre de 1946, donde especifica la demarcación de cada una.
San Carlos no tenía en esa fecha un solar encontrado para empezar a construir el templo, por tanto, al estar sin edificio,el despacho para los trámites de la parroquia se halló durante un periodo breve en la misma dirección que el de Sant Miquel dels Sants "en espera de que podamos ofrecerles, cuanto antes, iglesia y despacho, en la propia demarcación parroquial como resumía la nota del Obispado. Esta circunstancia ha sido utilizada décadas después erróneamente para justificar la agrupación parroquial actual entre las dos. Mn.Joaquín Masdexexart, por orden del Obispo Gregorio Modrego, fue nombrado encargado (no párroco) y las misas se oficiaban en el colegio de las Teresianas situado en la Travesera de Gracia 256 y ya desde el 11 de diciembre de 1946 se encarga de ella como co-adjutor Mn. Amadeu Oller.
El 11 de febrero de 1947 el Obispo Gregorio Modrego firma la escritura del solar actual situado en la calle Sant Lluís 89 para que se construya el templo de San Carlos, la casa rectorial, las escuelas y el centro parroquial. El 20 de abril de este año, y todavía sin párroco, se pone la primera piedra y el 4 de noviembre se instala la imagen de San Carlos Borromeo con el edificio en plena construcción, obsequio de una familia piadosa. En el boletín de Obispado del 20 de julio de 1948 ya sale nombramiento de párroco de San Carlos en la persona de Mn. Dionisio Soler i Ferret, el cual toma posesión de la parroquia el 9 de octubre de 1948 en el citado colegio. En el documento se designa la parroquia de San Carlos Borromeo como de término de primera clase y la de Sant Miquel dels Sants como de término de segunda clase
La primera Misa en el templo se celebra el 19 de marzo de 1949, fecha de la solemnidad de San José. La religiosidad popular la empuja a hacerse muy famosa en el barrio, así como en la ciudad. Fue de las últimas iglesias de Barcelona que conservó la procesión del Corpus Christi, así como la de la Virgen de Fátima cada 13 de mayo con una imagen traída directamente del Santuario homónimo de Portugal al igual que la de la parroquia de Santa María de Gracia del año anterior, la Semana Santa con su Vía Crucis por las calles era el único que se celebraba en Gracia y de los escasos de la ciudad condal desde los 60 y hasta la década del 2000, entre otros datos.
La afluencia de feligreses provoca que el templo se tenga que ampliar y en el año 1965 queda abierta en su totalidad la nave central,uno de sus principales benefactores e impulsores fue el empresario Federico Riera-Marsá. El 19 de marzo de 1969, el Obispo de Barcelona, Marcelo González Martín, bendice y consagra la mesa del Altar Mayor. Continúan las obras de los locales.
En el año 1982, el Cardenal Narcís Jubany nombra a Mn. Esteban Arrese Beltrán nuevo párroco de San Carlos Borromeo, el cual entra el 28 de marzo y estará hasta octubre de 2000. Durante su etapa finalizan las obras de los locales y se fomenta el centro social parroquial. El 7 de octubre de 2000, el sacerdote Mn. Josep Cortina es nombrado nuevo párroco, abandonando su cargo el 2 de mayo de 2010.
La parroquia pasa a ser administrada por Mn. Jesús Sanz y su vicario fue el P. Víctor Barrallo. que consiguió revitalizarla hasta el 4 de noviembre de 2013, fecha en la cual el Cardenal Lluís Martínez Sistach decreta la agrupación con la parroquia de Sant Miquel dels Sants no exenta de polémica que la perjudica y se nombra párroco a Mn. Antoni Babra. El Arzobispado para paliar las críticas designa a Mn Ramón Tarrés para que se ocupe de las misas, pero al Arzobispado se le reprocha la marginación a la que es sometida la parroquia
En julio de 2019, el Cardenal Juan José Omella decreta cambios en esta agrupación, y pasa a formar parte de ella la Parroquia de la Virgen de Salud de Gracia. Se nombra párroco de estas a Mn. Bruno Bérchez y a Mn. Carlos Bosch de vicario que denominan la agrupación como "Las tres de Gracia"

## Edificio
El proyecto completo, del que son autores los arquitectos Antonio Fisas y Albert Argimón comprende una espaciosa iglesia cupulada más ábside, pórtico, baptisterio y capilla adyacente, y los edificios para la casa rectorial, despacho y sala a la izquierda y el del centro parroquial con tres pisos a la derecha. Ante el templo borboteaba el agua de una fuente con la Inmaculada Concepción., imagen desaparecida sin saber las causas en la década del 2000, una campaña de feligreses devotos instaló en el lugar una pintura de esta como recuerdo, la imagen se había bendecido el 26 de junio de 1954 en el atrio y en recuerdo del año mariano, en su fuente se colocaba el popular "ou com balla", tradición barcelonesa de la festividad del Corpus. 
Elementos de interés del templo son, entre otros y además de los citados en la historia, el Cristo mayestático, las estaciones del Vía Crucis donadas por el cenobio Montserratino, las imágenes de la Virgen de Fátima, San José, el Sagrado Corazón, San Judas Tadeo, o la de Santiago Apóstol, reproducción idéntica a la que se podía subir hasta la década del 2000, además de la imagen de San Carlos Borromeo que preside la iglesia. Otros elementos que destacan son el cuadro anónimo del santo, el mural de los Discípulos de Emaús (obra de Diego G. Camuñas) en la Capilla del Santísimo o los cinco vitrales en la cúpula, más cinco en los laterales. 

## Fiesta principal
Su fiesta principal es el día de San Carlos Borromeo, el 4 de noviembre, en el que celebran la fiesta patronímica el Sindicato de Banca y Bolsa que acudía al templo. Durante muchos años se engalanaba la calle y había una amplia programación para todas las edades. Los cambios que hubo en la parroquia a partir del 2000 dejaron solo la misa, tales fiestas son reivindicadas hoy en día.

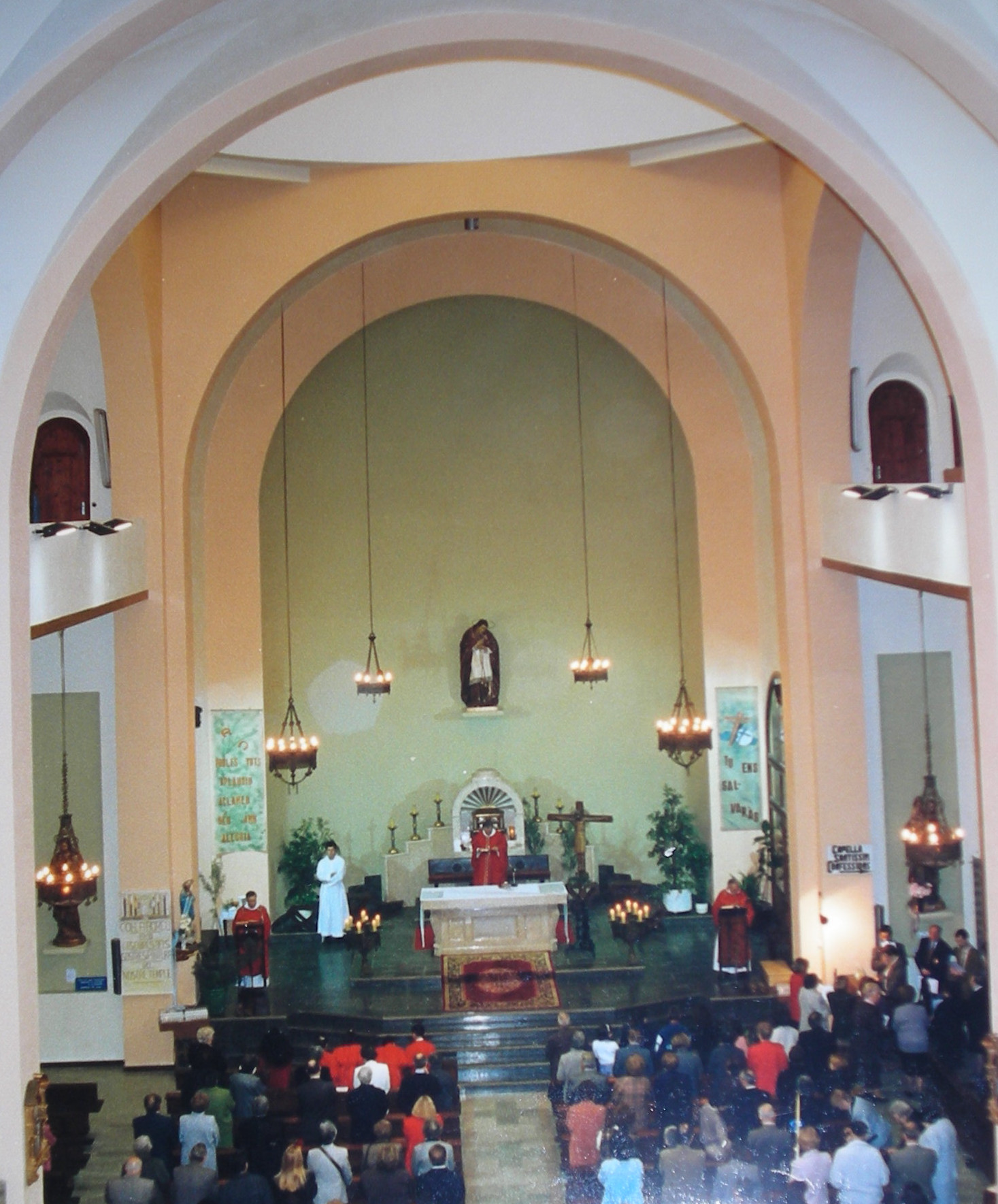
Interior de la iglesia
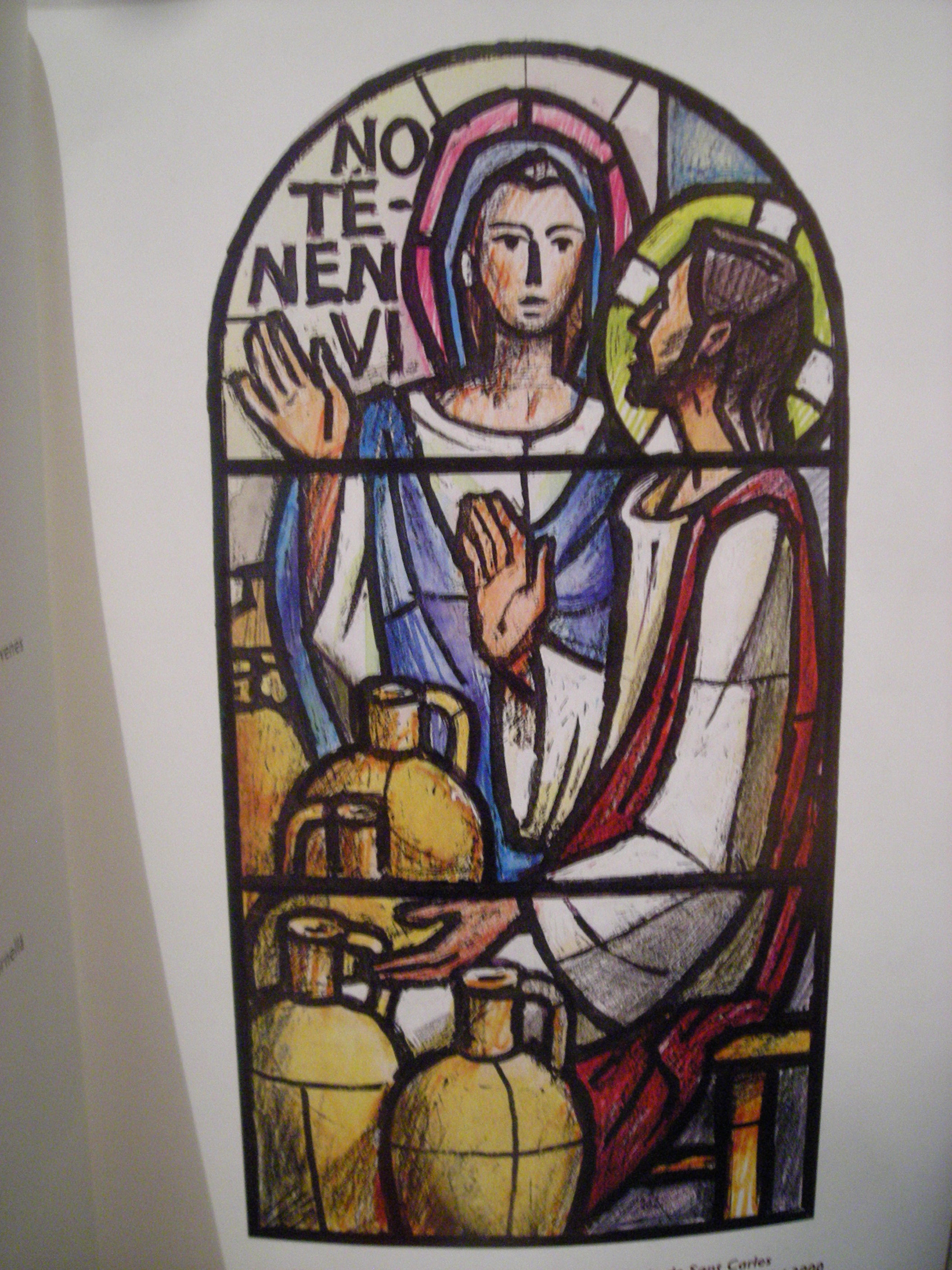
Vidriera de las Bodas de Caná
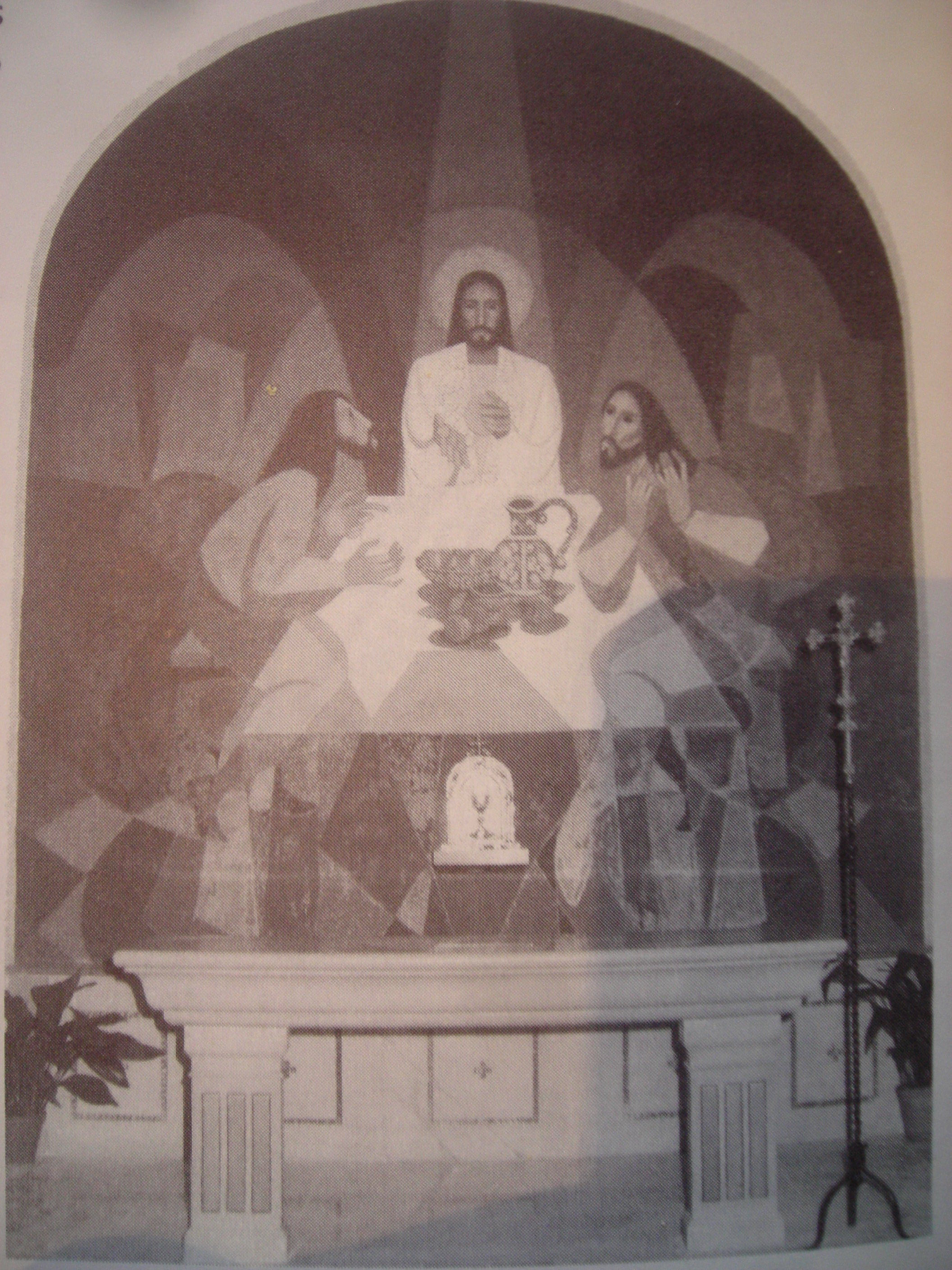
Mural de los Discípulos de Emaús bendecido por el Card. Jubany en la capilla del Santísimo
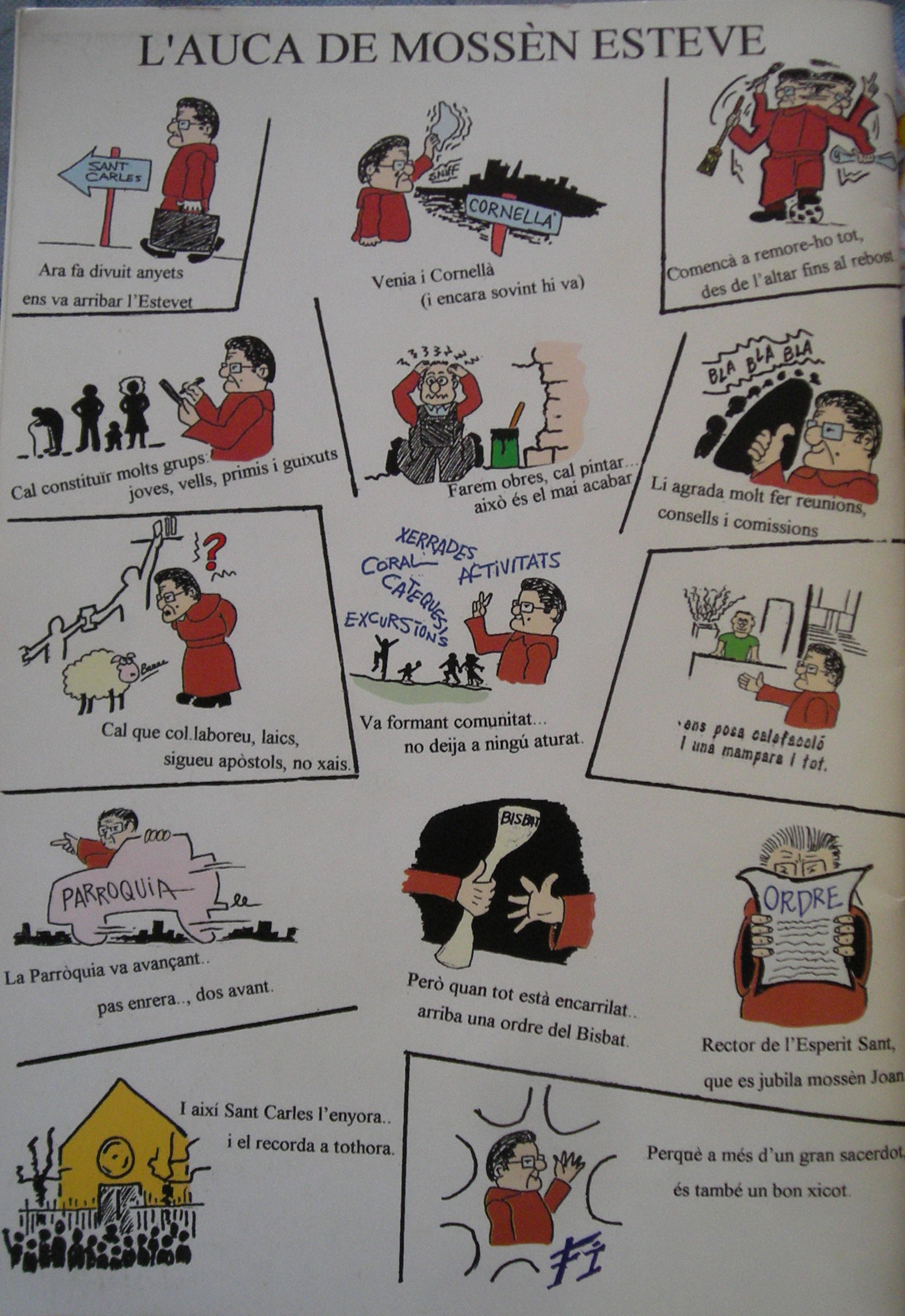
"Auca" dedicada a quien fue su párroco desde el 1982 hasta el 2000, Esteban Arrese Beltrán
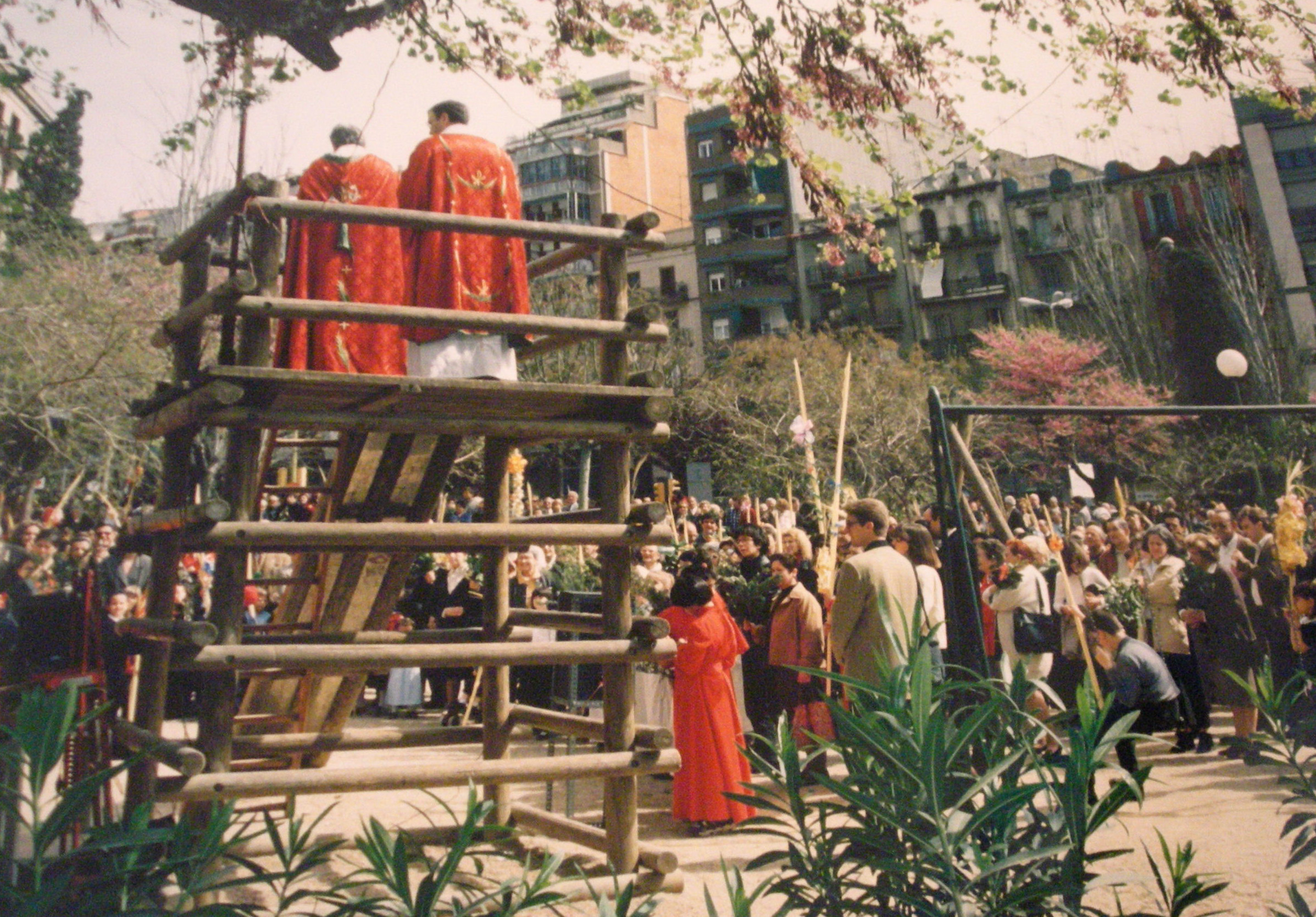
Bendición de ramos en la plaza Joanic, impartida por Mn. Arrese, 16 abril de 2000